# Санаровка
Санаровка   (алт. Устиги Айты-Коол) — село в Усть-Канском районе Республики Алтай России. Входит в состав Талицкого сельского поселения. 

## География
Расположено в  горно-степной зоне западной части Республики Алтай и находится у рек Волонкова и Талица.
Уличная сеть состоит из двух географических объектов: Горный пер. и ул. Волонковская.
Абсолютная высота 785 метров выше уровня моря.

## Население
| 2010 | 2011 | 2012 | 2013 | 2014 | 2015 |
| ---- | ---- | ---- | ---- | ---- | ---- |
| 118  | →118 | ↘115 | ↘114 | ↘108 | ↗113 |
| 2016 |      |      |      |      |      |
| ↘106 |      |      |      |      |      |

Национальный состав
Согласно результатам переписи 2002 года, в национальной структуре населения русские составляли 76% от общей численности населения в 142 жителя

## Инфраструктура
Личное подсобное хозяйство. Животноводство.

## Транспорт
Конечный пункт автодороги регионального значения «Усть-Кумир — Санаровка» (идентификационный номер 84К-113) протяженностью 8,7 км. (Постановление Правительства Республики Алтай от 12.04.2018 N 107 «Об утверждении Перечня автомобильных дорог общего пользования регионального значения Республики Алтай и признании утратившими силу некоторых постановлений Правительства Республики Алтай»).
Просёлочные дороги.